# Икес, Бобби
Бобби Икес (англ. Bobbie Eakes; род. 25 июля 1961, Уорнер-Робинс) — американская актриса, кантри-певица и телеведущая. В 1982 году она выиграла конкурс «Мисс Джорджия», а после вошла в десятку «Мисс Америка», после чего начала свою карьеру на телевидении с гостевых ролей в сериалах «Мэтлок», «Фэлкон Крест», «Чудесные годы» и «Весёлая компания».
Икес наиболее известна благодаря своей длительной работе в дневных мыльных операх. С 1989 по 2003 год она играла Мэйси Александер в «Дерзкие и красивые», а после присоединилась к «Все мои дети» в роли Кристал Кэрри, где снималась вплоть до закрытия шоу в сентябре 2011 года. За «Все мои дети» в 2006 и 2010 годах Икес номинировалась на Дневную премию «Эмми» за лучшую женскую роль.
Помимо работы на телевидении, Икес выпустила три студийных альбома и несколько синглов, а также появилась в театральных постановках «Золушка» и «Любовные письма».

## Мыльные оперы
- Дерзкие и красивые (1989—2000, 2001, 2002—2003)
- Все мои дети (2003—2011)
- Одна жизнь, чтобы жить (2004—2005)